# Represent (Fat Joe)
Represent è l'album di debutto di Fat Joe. I singoli sono Flow Joe, Watch the Sound e The Shit Is Real

## Tracce
1. A Word to Da Wise – 0:20
2. Livin' Fat – 3:39 – Lord Finesse
3. My Man Ski – 0:50
4. Bad Bad Man – 3:50 – Diamond D
5. Watch the Sound (featuring Grand Puba & Diamond D) – 4:22 – Diamond D
6. Flow Joe – 4:17 – Diamond D
7. Da Fat Gangsta – 4:07 – Diamond D
8. Shorty Gotta Fat Ass – 3:19 – Diamond D
9. The Shit Is Real – 4:45 – The Beatnuts
10. You Must Be Out of Your Fuckin' Mind (featuring Apache & Kool G Rap) – 3:57 – Diamond D
11. I Got This in a Smash – 4:12 – Showbiz
12. Another Wild Nigger from the Bronx (featuring Gismo, Keith Keith & King Sun) – 5:32 – Chilly Dee
13. Get on Up – 4:06 – Diamond D
14. I'm a Hit That – 2:25 – Showbiz